# Save-A-Lot
Moran Foods LLC, verksam under företagsnamnet Save-A-Lot, Ltd., är ett amerikanskt multinationellt detaljhandelsföretag som driver lågprisbutiker under namnet Save-A-Lot, i 36 amerikanska delstater och länder i Centralamerika och Västindien. De hade 1 230 butiker för 2018.
Detaljhandelskedjan grundades 1977 av Bill Moran. 1992 blev man uppköpta av detaljhandelsföretaget Supervalu medan i oktober 2016 såldes Save-A-Lot till det kanadensiska riskkapitalbolaget Onex Corporation för 1,4 miljarder amerikanska dollar.
De hade en omsättning på 4,1 miljarder amerikanska dollar för 2018 och deras huvudkontor ligger i Earth City i Missouri.